# Чуварлейське сільське поселення
Чуварле́йське сільське поселення (рос. Чуварлейское сельское поселение) — муніципальне утворення у складі Алатирського району Чувашії, Росія. Адміністративний центр — село Чуварлеї.

## Населення
Населення — 1441 особа (2019, 1445 у 2010, 1580 у 2002).

## Склад
До складу поселення входять такі населені пункти:
| Населений пункт    | Населення, осіб (2002) | Населення, осіб (2010) |
| ------------------ | ---------------------- | ---------------------- |
| Санаторний, селище | 35                     | 11                     |
| Чуварлеї, село     | 1299                   | 1186                   |
| Ялушево, присілок  | 246                    | 248                    |